# Dentální keramika

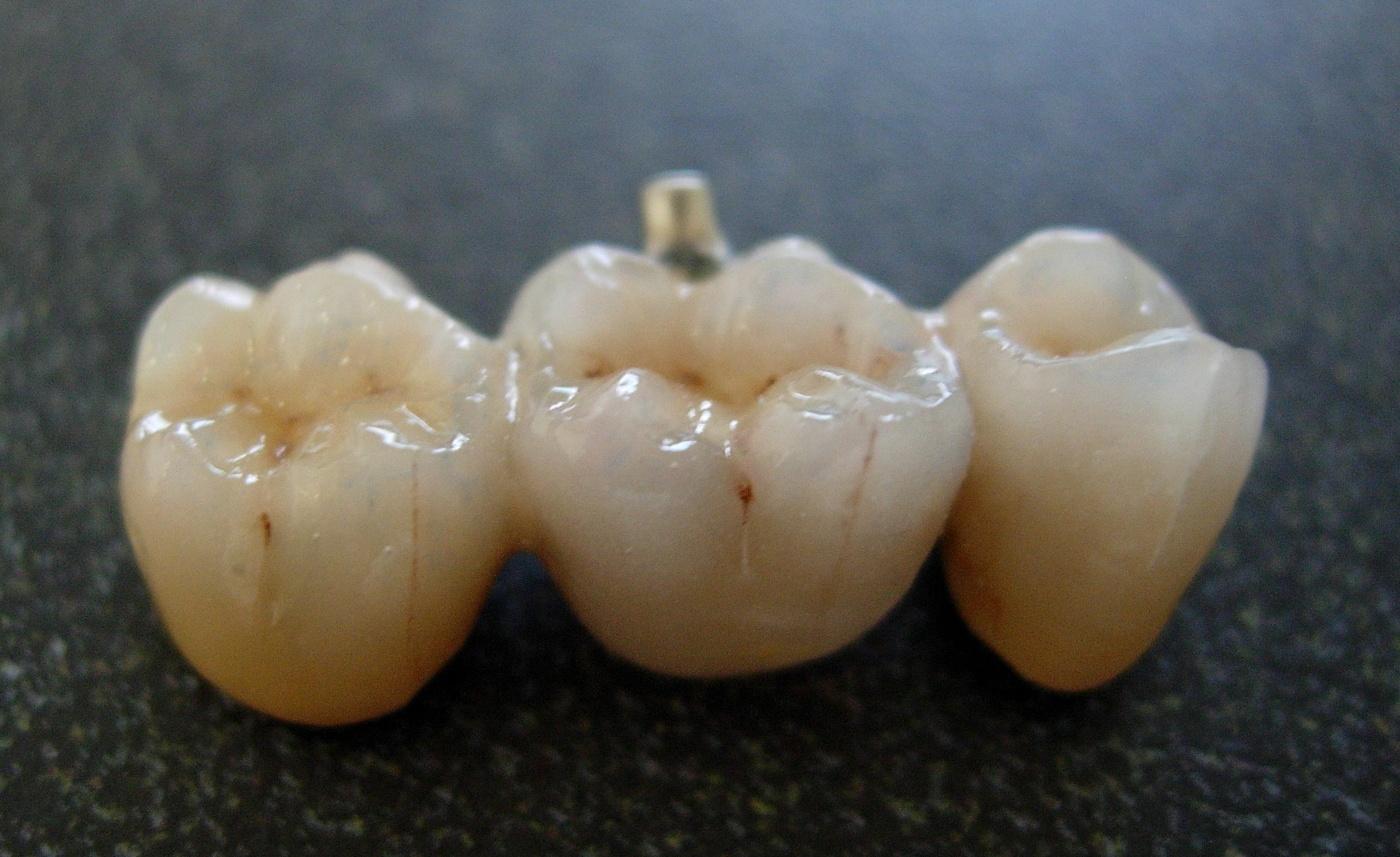
Fixní můstek z dentální keramiky

Dentální keramika neboli zubní keramika se často ztotožňuje se zubním porcelánem, blíže má však ke sklům.
Tuto keramiku, která se v zubním lékařství využívá do protéz, keramických korunek a můstků, můžeme podle stupně tavitelnosti rozdělit na:
- nízkotavitelnou: 860 - 1066°C
- střednětavitelnou: cca do 1260 °C
- vysokotavitelnou: do 1370 °C

Střednětavitelnou a zvláště nízkotavitelnou dentální keramikou se zabývají laboratoře, vysokotavitelná keramika je záležitostí specializovaných závodů, které vyrábějí již hotové zuby.

## Složení
Hlavní složkou dentální keramiky je křemen, kaolín a taviva. Základní složkou je tedy oxid křemičitý (SiO2), který najdeme jak v křemenu, tak v kaolínu.
- křemen (oxid křemičitý SiO2) reaguje jak s tavivy, tak s hlinitými přísadami. Pro jeho převažující přítomnost v dentální keramice a pro amorfní charakter vzniklého produktu je možno považovat tento typ keramiky spíše za zbarvená vysoce hlinitá skla.
- Kaolín je usazená hornina, jejíž součástí je bílý minerál kaolinit - hydratovaný křemičitan hlinitý Al4(OH)2Si4O10 - působící jako pojivo umožňující správné natvarování nevypáleného porcelánu.
- Taviva jsou ze všech zúčastněných sloučenin látky s nejnižším bodem tání a pro účely dentální keramiky se využívá živců, tzn. hlinitokřemičitanů draselných KAlSi3O8, sodných či vápenatých. Dalšími přísadami, především v nízko- a střednětavitelné keramice, jsou uhličitan sodný Na2CO3 a borax Na2B4O7 či kyselina boritá H3BO3.
- Další a neméně důležitou složkou jsou látky, které dodávají keramice barvu a opacitu (matnost). Mezi tyto látky patří různé oxidy kovů, které se přidávají ke směsi před pálením.

Nejčastější složení je takové: 81 % živce, 15 % křemene, 4 % kaolinitu.

## Vlastnosti
- Komplexní vazby způsobují obecně velkou pevnost keramiky.
- Materiál je v prostředí úst zcela inertní.
- Pevnost v tlaku je velká.
- Pružnost je malá.
- Pevnost v tahu a ve smyku je velmi malá.

S rostoucím počtem pórů při povrchu keramiky ještě klesá pružnost a pevnost ve smyku a v tahu. Proto je snahou laboratoří snížit množství pórů a strukturních nepřesností na minimum pálením porcelánu ve vakuu a přidáváním oxidu hlinitého Al2O3, který zvyšuje pevnost.

## Výroba
Postup je totožný s pálením užitkových keramik. Rozdílem je hlavně skutečnost, že do laboratoří se nedodává ve formě směsi základních surovin, nýbrž jako prášek získaný mletím celé taveniny. Dalším rozdílem jsou vyšší teploty. Prostředím bývá vakuum.
Také dochází k objemové kontrakci, která bývá při vypalování všech typů porcelánů až 40%.
V konečných úpravách se pokrývá transparentní skleněnou vrstvou - glazurou - z toho důvodu, že leštit keramiku nelze, nebo se využije technika keramika - kovová slitina, známá pod názvem metalokeramika, což není nic jiného, než tavení porcelánové vrstvy na povrchu kovu - smaltování. Celý systém této kombinované techniky se využívá pro větší odolnost, a to zejména tam, kde se musí počítat s vyšším mastifikačním (žvýkacím) tlakem. Ke zlepšení vazby s kovem se přidává oxid boritý B2O3, případně oxid cíničitý SnO2.

## Využití
- protézy
- keramické korunky a můstky
- oprava lézí a změn barvy zubů ve frontálním (předním) úseku